# Isidoro Panduro
Isidoro Panduro (7. april 1787 i Alcázar de San Juan, Ciudad Real som er en del af den autonome region Castilien-La Mancha i Spanien – 23. juni 1859 på Hindsholm ved Kerteminde) var  menig spansk dragon, der endte i Danmark under napoleonskrigene og er stamfader til den danske Panduro-slægt, som bl.a. indbefatter forfatteren Leif Panduro og rigsgreve Ejnar Oberbech-Clausen til Voergård.
Isidoro Panduro var søn af Augustin Diaz-Panduro og Ana Dorotea Jimenez-Jimeno, som begge blev dræbt 1802 i en eksplosion på den salpeter- og krudtfabrik, de arbejdede på i Alcázar de San Juan. De efterlod sig fire muligvis fem børn:
- Manuella Panduro (født 1785)
- Augustin Panduro (født 2. marts 1786, død i Peru (stamfader til Panduroerne der).
- Isidoro Panduro (født 7. april 1787)
- Pedro Augustin Panduro (født 5. maj 1790)
- Augustus Panduro (født 1792, ubekræftet om han er bror til Isidoro)

## Historie
Efter ankomsten af de spanske hjælpetropper til Danmark i 1808 blev de som en del af det spanske kontingent, "Almansa regimentet", under kommando af marki de la Romana indkvarteret i Odense. Isidoro Panduro var én af dem.
I august 1808 skulle Panduro ledsage en fransk kommissær til Nyborg, men i Åsum, en lille landsby nogle få kilometer øst for Odense, blev hans ben ramt af en dansk officers hest og brækkede.
Isidoro Panduros blev taget til fange af danske soldater umiddelbart herefter (spanske soldater blev efter optøjer forskellige steder i Danmark anset som oprørere). Han blev på en vogn transporteret til apoteket, som fungerede som hospital i Kerteminde. Meget mod sin vilje kom han ikke med de omkring 10.000 spanske soldater, der med den engelske flåde blev sejlet op igennem Storebælt den 23. august 1808.
Han tilbragte halvandet år på hospitalet i Kerteminde og forsøgte forgæves at komme med en spansk officer til Spanien fra Odense.
Da hjemrejsen mislykkedes, gav Kertemindes kommandant, major Frederik Caspar Conrad Frieboe, i 1809 Isidoro Panduro sin anbefaling, så denne kunne søge en stilling på Hverringe gods nordøst for Kerteminde. Kammerherre Juel af Hverringe ansatte ham først som staldkarl, senere som hjælpetjener.

## Giftermål og børn
Isidoro Panduro blev 2. maj 1813 gift med en gårdmandsdatter fra Viby, Maria Hansdatter, som tjente som sy- og vævepige på Hverringe Gods. De fik ni børn.
- Marie Immanuella Isidorosdatter, tjenestepige (1811-92)
- Augustin, husmand og væver (1813-83)
- Anna Dorthea Isidorosdatter (født 1815), gift med Gjerhard Ludvig Margvard[1] (født ca. 1817), bosat i Tyskland, senere skæbne ukendt
- Gregersine Olave Isidorosdatter (1819-1819)
- Gregersine Olave Isidorosdatter (1820-60), gift Hansen (rigsgreve Ejnar Oberbech-Clausens mormor)
- Hans Rudolf, sognepræst (1823-1904) (Leif Panduros oldefar)
- Hans Isidorosen (1826-1826)
- Hans Isidorosen, forvalter og arbejdsmand (1827-78)
- Niels Isidorosen (født 1830), rejste til Californien som guldgraver, skæbne ukendt

## Tilknytning
Hver vinter tog han mange gange med sin herre, kammerherre Juel, til København, hvor han vakte opsigt med sin fremmedartede udstråling.
Med tiden forsvandt mere og mere af hans spanske sprog, og da han i 1839 var indkaldt af den spanske gesandt vedrørende information om en arv i hjemlandet, søgte Panduro efter ordene. Panduro havde integreret sig så meget, at han ikke ønskede at hente arven i Spanien. Tværtimod søgte han at fastholde det liv, han havde fået ved Kerteminde – bl.a.  haven ved hans bolig. Denne passion medførte, at han i 1840 fik et sølvbæger for landboflid af Det Kongelige Danske Landhusholdningsselskab.
Isidoro Panduro døde af en lungebetændelse som 72-årig og blev begravet på Viby Kirkegård på Hindsholm. Graven eksisterer ikke længere.